# Chaux-lès-Clerval
Chaux-lès-Clerval är en kommun i departementet Doubs i regionen Bourgogne-Franche-Comté i östra Frankrike. Kommunen ligger i kantonen Clerval som tillhör arrondissementet Montbéliard. År 2018 hade Chaux-lès-Clerval 163 invånare.

## Befolkningsutveckling
Antalet invånare i kommunen Chaux-lès-Clerval
Referens:INSEE